# الشرفة (واكليم)
الشرفة هي إحدى مشيخات المملكة المغربية، تتبع جغرافيا لإقليم تنغير وإداريًا لواكليم. يقدر عدد سكانها بـ 880 نسمة حسب الإحصاء الرسمي للسكان والسكنى لسنة 2004.